# Xiantao Ling
Xiantao Ling (chinesisch 仙桃領) ist ein 50 m hoher und felsiger Hügel an der Ingrid-Christensen-Küste des ostantarktischen Prinzessin-Elisabeth-Lands. Er ragt nahe dem Ostufer des Johnston-Fjords im Nordosten der Halbinsel Stornes in den Larsemann Hills auf.
Chinesische Wissenschaftler benannten ihn 1993 im Zuge von Vermessungsarbeiten.